# Johann Georg Albini
Johann Georg Albini l'aîné (dit aussi Albinus) est un théologien protestant et écrivain allemand, né le 6 mars 1624 à Nessa (de), près de Weissenfels en électorat de Saxe, et décédé le 25 mai 1679 à Naumburg, toujours en Saxe-Anhalt.

## Biographie
Johann Georg Albini était le fils aîné de Zacharias Albinus, le pasteur de Nessa. Après la mort de son père, en 1635, il est adopté par son cousin, Lucas Pollion, diacre à l'église Saint-Nicolas de Leipzig. En 1642, c'est sa mère qui meurt et, un an plus tard, son cousin adoptant. C'est alors le prédicateur de la cour de Naumburg, Johann Sebastian Mitternacht, qui se prend d'intérêt pour le jeune homme jusqu'à ce qu'il entre à l'université de Leipzig en 1645 où il étudie pendant huit années. Albini était également précepteur chez le bourgmestre, le Dr Friedrich Kühlwein. Ses études terminées, il rejoint Naumburg, à l'école cathédrale mais démissionne pour devenir pasteur de l'église de Saint-Othmar, toujours à Naumburg. Il termine sa carrière à ce poste en proie à des problèmes de santé, assurant un ministère zélé qui lui attire parfois les critiques de sa hiérarchie. Sur sa tombe, son fils aîné fit graver Cum viveret, moriebatur, et nunc cum mortuus vivit, quia sciebat, quod vita via sit mortis et inors vitae introitus (Quand il était vivant, il se mourait, et maintenant avec la mort, il est redevenu vivant parce qu'il savait que la route de la vie va vers la mort et la mort est l'entrée de la vie).
Johann Sebastian Bach a adapté ses cantiques dans les cantates Wer weiß, wie nahe mir mein Ende? (BMW 27), Der Friede sei mit dir (BMW 158) et le choral Alle Menschen müssen sterben (BWV 262).

## Œuvre
- Trauriger Cypressen Krantz. Auß den heiligen Fünff Wunden Jesus gebunden. Poème. 1650.
- Pardischer Nimffen Auffruck. Poème de mariage, Leipzig 1652.
- Jüngstes Gerichte. In Gebundener Rede vorgestellet. Poème. Fuhrmann und Bauch, Leipzig 1653.
- Freude des Ewigen Lebens. Poème. Fuhrmann und Bauch, Leipzig 1653.
- Quaal der Verdammten. Poème. Fuhrmann und Bauch, Leipzig 1653.
- Eumelio. Poema dramaticum. Schauspiel. Müller, Naumburg, Freyschmidt, Jena 1657.
- Geistliche und Weltliche Gedichte. Fuhrmann und Köler, Leipzig 1659.
- Christ-Adeliches Margarethen-Hertze. Poème funèbre. Bauhofer, Jena 1670.
- Geistlicher geharnischter Kriegsheld. Poème funèbre. 1675.
- Schwartz-Traurende Moritz-Burg an der Elster. Poème funèbre. 1676.
- Zweyfaches Todten-Urthel. Über Der Gerechten Tod. Poème funèbre. Nisius, Jena 1677.
- Der himmelwandernden Philuranien Sterbeton. In: Sterbelieder der Freunde des Himmels. 1679.
- Fester Trost Wieder die Furcht des Todes. Poème funèbre. Müller, Jena 1680.